# Пауза-Мюльтроф
Па́уза-Мю́льтроф (нем. Pausa-Mühltroff) — город в Германии, в земле Саксония. Ранее носил название Пауза. После объединения 1 января 2013 года с городом Мюльтроф получил название Пауза-Мюльтроф.
Подчинён земельной дирекции Кемниц. Входит в состав района Фогтланд. Население составляет 3634 человека (на 31 декабря 2010 года). Занимает площадь 36,57 км². Официальный код — 14 1 78 480.
Город подразделяется на 7 городских районов.